# Férfi nyújtógyakorlat a 2013-as nyári universiadén
A 2013-as nyári universiadén a torna férfi nyújtógyakorlat versenyszámát július 10-én rendezték. A Magyarországot képviselő Vecsernyés Dávid a 6. helyet szerezte meg.

## Eredmények
| # | tornász                | ország             | D érték | E érték | büntető | össz.  |
| - | ---------------------- | ------------------ | ------- | ------- | ------- | ------ |
|   | Emin Garibov           | Oroszország (RUS)  | 7,300   | 8,725   | 0,00    | 16,025 |
|   | Tanaka Júszuke         | Japán (JPN)        | 6,900   | 8,650   | 0,00    | 15,550 |
|   | Kato Rjohei            | Japán (JPN)        | 6,400   | 8,875   | 0,00    | 15,275 |
| 4 | Arthur Oyakawa Mariano | Brazília (BRA)     | 6,400   | 8,750   | 0,00    | 15,150 |
| 5 | Makszim Szemiankiv     | Ukrajna (UKR)      | 6,200   | 8,775   | 0,00    | 14,975 |
| 6 | Vecsernyés Dávid       | Magyarország (HUN) | 6,300   | 8,350   | 0,00    | 14,650 |
| 7 | Paolo Principi         | Olaszország (ITA)  | 5,900   | 8,675   | 0,00    | 14,575 |
| 8 | Fabian Hambuechen      | Németország (GER)  | 6,300   | 8,000   | 0,00    | 14,300 |